# Гулі (Суррей)
Гулі (Hooley) — село в районі Рейгейт і Бенстед у Сурреї, Англія. У невеликій сітці вулиць розташована церква Чіпстеда 13-го століття, яка з незапам'ятних часів була його церковною парафією. Хулі з’єднаний стежками та дорогою A23 з більшою громадою Кулсдон на півночі, у лондонському районі Кройдон.

## Історія
Хулі до початку 20-го століття був малонаселеним селом Чіпстед, обидва переважно водопроникними крейдяними нагір’ями з невеликою кількістю житла чи промисловості. Залізниця Лондона, Брайтона та Південного узбережжя та Південно-Східна залізниця визнали будівництво коротких тунелів тут найкращим маршрутом із Лондона до Брайтона для своїх конкуруючих залізничних ліній. Дві дуже глибокі залізничні розрізи тут були місцем багатьох зсувів землі протягом багатьох років. До розширення Суррейської залізної залізниці у 1805 році через цей перевал проходила кінна доріжка. На перехресті Брайтон-роуд і Дін-Лейн зберігся міст від цієї ранньої платівки. У 1965 році, після утворення Великого Лондона, Хулі разом з Перлі та Кулсдоном увійшли до складу лондонського району Кройдон. Деяким громадам на самому краю Великого Лондона дозволили повернутися до своїх колишніх графств. Хулі проголосував за повернення в Суррей і був доданий до Банстеда. Таким же чином Фарлі, який також тоді був у Кройдоні, проголосував за вихід і був доданий до Годстоуну.